# Раду I
Йоан Радул (на среднобългарски: † Іѡанъ Радоулъ) е четвъртият воевода на Влашко между 1377 и 1383 г. Всъщност той управлява съвместно с брат си Владислав I поне от 1372 г., но след отстраняването или смъртта на брат си около 1377 г. започва неговото самостоятелно управление. Син е на владетеля Никола Александър Басараб и брат на войводата Йоан Владислав I. Леля му – Теодора Басараб е първата съпруга на Иван Александър и царица на България. Сестрата на Радул и Владислав – Анна Басараб, е омъжена за видинския цар Иван Срацимир. Тя е майка на цар Константин II Асен и на кралица Доротея Българска, съпруга на Твърдко I Котроманич.

## Управление
По време на управлението му отношенията с Кралство Унгария са напрегнати и съпроводени с чести военни конфликти. През 1365 г. унгарският крал Лудовик I Анжу напада Видинското царство и присъединява земите му към Унгария. Видинският цар Иван Срацимир е пленен и заедно със съпругата си Анна Басараб е затворен в хърватския замък Хумник. През 1367 г. под егидата на Иван Александър се формира православна коалиция срещу Унгария имаща за цел освобождението на Видин. В нея освен Търновското царство, влизат още добруджанският деспот Добротица и влашкият войвода Владислав, който е шурей на Срацимир. До решителни действия се стига в края на 1368 г., когато под командването на Раду I войските на коалицията превземат Видин и освобождават цялата територия на Видинското царство. В италианската хроника „Cronaca Carrarese“ („Карарска хроника“) от ХІV век на Андреа Гатари се описва едно нахлуване на унгарския крал Лайош I Велики между 5 юли и 14 август 1377 г. с намерението да подчини „Радан, българския принц схизматик“ (на италиански: Radano principe di Bulgaria infedele), отнасящ се до Раду I. Това е така, защото тези земи много дълго време са част от отвъддунавските български владения и са под върховната власт на българските царе.

## Фамилия
Раду I има брак с Ана, от която има син Дан I. След това се жени повторно за Калиникия (Калиникіѧ) или Калина, от която има син Мирчо Стари.